# Daphnusa sinocontinentalis
Espèce
Daphnusa sinocontinentalis est une espèce  de lépidoptères appartenant à la famille des Sphingidae, à la sous-famille des Smerinthinae, à la tribu des Smerinthini et au genre Daphnusa . 

## Répartition et habitat
Répartition
L'espèce est connue, dans le sud-est Asiatique et en Thaïlande.

## Description
L'envergure de l'imago varie de 80 à 112 mm.

## Biologie
Les chenilles se nourrissent sur les espèces des genres Nephelium et Durio .

## Systématique
- L'espèce a été décrite par l'entomologiste allemand Ronald Brechlin en 2009[1].